# Antonio Segura
Antonio Segura Cervera (Valencia, España, 13 de junio de 1947 - ibíd., 31 de enero de 2012) fue un destacado guionista de historietas español, creador de numerosas series y personajes como Bogey, Hombre, Sarvan, Kraken o Eva Medusa. Responde a la figura clásica del narrador: un autor capaz de resolver con solvencia cualquier historia, en cualquier escenario y con cualquier temática.

## Biografía
Sus primeros guiones en 1981 fueron para una serie de autores que, recién llegados del mercado norteamericano querían comenzar a desarrollar proyectos más personales. José Ortiz, Leopoldo Sánchez, Luis Bermejo y Jordi Bernet constituyen el primer grupo de dibujantes para los que Segura diseña una serie de obras así fue como nacerían Hombre, Bogey, Orka o Sarvan, series sin las que no se puede entender el cómic español de la década de los ochenta.
Colaboró con el proyecto editorial ediciones Metropol al final del boom del cómic para adultos a mediados de la década de los años 80, creando las series de Vito con Jordi Saladrigas Cussons como dibujante, Bogey con Leopoldo Sánchez, y la aclamada Kraken con Jordi Bernet que continuaría en Zona 84, Ives de que continuaría en Cimoc con el nombre de Morgan y la única que dejaría sin continuidad su dibujante Leopoldo Sánchez, Bogey. 
En Cimoc realiza la serie erótica Zamba con Pepe González y en 1986 Años haciendo futuro para el sindicato U.G.T, 48 páginas sobre la historia de los logros del sindicato Unión General de Trabajadores, dibujadas por Jaime Marzal. Para la revista Creepy crea El otro Neconomicon con Brocal Remohi, y Las Mil Caras de Jack el Destripador con José Ortiz. 
José Ortiz es el dibujante con el que más ha creado personajes. Aparte de continuar Hombre y Morgan realizaríán, dos álbumes de Juan el largo y cuatro de Burton y Cyb. También realizarían para el mercado italiano la serie Ozono, aparecida en la italiana Cómic Art y, parcialmente, en la española Totem el Comix. 
Otra de las colaboraciones más importantes en su obra son las que realizó con Ana Miralles. Primero una historia en Cairo, Marruecos Mon Amour, y después Eva Medusa, uno de los trabajos más laureados de ambos autores, que se compuso de tres álbumes.
En 1997 lo contrata la editorial italiana Sergio Bonelli Editore siendo el primer guionista no italiano en escribir la mítica serie Tex. De este personaje realizó álbumes especiales de más de 200 páginas ("MaxiTex" se les conoce en Italia), cinco ilustrados por José Ortiz y uno por el argentino Miguel Ángel Repetto. Además, para la Bonelli escribió dos historias de Viento Mágico, también ilustradas por Ortiz.

## Obra
| Años         | Título       | Dibujante                        | Publicación        | Editorial                           | Género                    |
| ------------ | ------------ | -------------------------------- | ------------------ | ----------------------------------- | ------------------------- |
| 01/1981-1992 | Hombre       | José Ortiz                       | Cimoc, K.O. Cómics | Norma Editorial, Ediciones Metropol | Ciencia ficción           |
| 01/-03/1981  | Bogey        | Leopoldo Sánchez                 | Cimoc, K.O. Cómics | Norma Editorial, Ediciones Metropol | Policíaco-ciencia ficción |
| 1983         | Kraken       | Jordi Bernet                     | Metropol, Zona 84  | Ediciones Metropol, Toutain Editor  |                           |
| 1984-86      | Sarvan       | Jordi Bernet                     | Cimoc              | Norma Editorial                     | Fantástico                |
|              | Orka         | Luis Bermejo                     | Cimoc              | Norma Editorial                     |                           |
|              | Eva Medusa   | Ana Miralles                     |                    |                                     |                           |
| 1997-2011    | Tex          | José Ortiz, Miguel Ángel Repetto | MaxiTex            | Sergio Bonelli Editore              | Oeste                     |
| 2000-2004    | Magico Vento | José Ortiz                       |                    | Sergio Bonelli Editore              | Oeste y horror            |

## Premios
- 1993 Premio Haxtur al "Mejor Guion" por Eva Medusa en el Salón Internacional del Cómic del Principado de Asturias
- 1993 Premio Haxtur a la "Mejor Historieta Larga" por "Eva Medusa" en el Salón Internacional Del Cómic del Principado de Asturias
- 1993 Premio Haxtur al "Finalista Más Votado por el Público" por "Eva Medusa" en el Salón Internacional Del Cómic del Principado de Asturias